# Endre Aczél
Endre Aczél nume la naștere: Ármin Alter (n. 13 martie 1865, Ungvár-d. 11 iunie 1935, Budapesta) a fost un scriitor, jurnalist, și redactor maghiar.